# 台湾天芥菜
台湾天芥菜（学名：Heliotropium formosanum）为紫草科天芥菜属的植物，是台灣的特有植物。分布在台灣本島，目前已由人工引种栽培。